# 玛丽·利弗莫尔

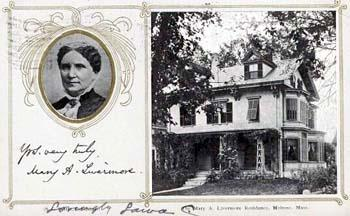
马萨诸塞州梅尔罗斯的玛丽·利弗莫尔故居

玛丽·利弗莫尔（Mary Livermore；1820年12月19日—1905年5月23日），原名玛丽·阿什顿·赖斯（Mary Ashton Rice），是一名美国记者、废奴主义和女权主义者。南北战争期间，她在芝加哥积极参与公共事务，战后为女性參政權和禁酒运动四处奔走。

## 生平
玛丽·阿什顿·赖斯于1820年12月19日出生于马萨诸塞州波士顿。她是马萨诸塞湾殖民地早期移民埃德蒙·赖斯（Edmund Rice）的直系后裔，其父亲蒂莫西·赖斯（Timothy Rice）参加过1812年战争，其母泽比亚·沃斯·阿什顿（Zebiah Vose Ashton）的祖先也是军人。利弗莫尔非常聪明，14岁从波士顿的公立学校毕业。

## 职业
她读过几年女子神学院，1836年从神学院毕业后又在学校里当了两年老师。1839年，她开始在弗吉尼亚州的一个种植园担任家庭教师，目睹了残酷的奴隶制度，因此成为了废奴主义者。同时，她还开始参与禁酒运动，曾在一份禁酒报纸担任编辑。1842年，她离开种植园，进入马萨诸塞州达克斯伯里的一所私立学校工作了三年。她也曾在马萨诸塞州的查尔斯顿任教。
1845年5月，她嫁给了普救派牧师丹尼尔·P·利弗莫尔（Daniel P. Livermore），1857年搬到芝加哥。同年她的丈夫创办了期刊《新约》（New Covenant） ，她在那里当了十二年的副主编。
作为共和党人，利弗莫尔在1860年美国总统选举中为亚伯拉罕·林肯奔走。在1860年的芝加哥威格姆（Wigwam）会议厅，利弗莫尔是唯一的女记者，其他数百人都是男性记者。

### 美国内战
内战期间，40岁的她自愿加入美国卫生委员会（United States Sanitary Commission）。1862年12月，她作为委员会芝加哥分会的代表参加了在华盛顿举行的国家卫生委员会理事会。1863年，她在芝加哥组织活动为分会筹集了86,000美元。林肯总统捐赠了他自己的《解放奴隶宣言》副本，拍得10,000美元。利弗莫尔最终与简·霍格成为芝加哥分会的联合会长。两人曾视察伊利诺伊州、肯塔基州和密苏里州的医院，为医院和战场提供价值100万美元的食品和物资。
利弗莫尔爱好写作。尽管大部分时间花在社会活动上，她仍然设法每周写一点东西 ，1887年出版了《我的战争故事》（My Story of the War）介绍自己在军中担任护士的经历。

## 选举权和禁酒活动

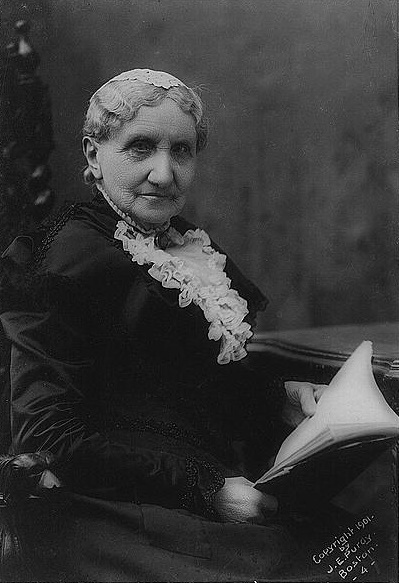
1901年像

战后，利弗莫尔与露西·斯通、朱莉亞·沃德·豪一起致力于女性參政權和禁酒运动。1868 年，她与迈拉·布拉德韦尔（Myra Bradwell）和凯特·多格特（Kate Doggett）共同创立了女子俱乐部“Sorosis”，这是芝加哥第一个倡导女性选举权的妇女团体。同年，该组织在芝加哥组织了第一次大会。
1869年，平等权利协会（American Equal Rights Association）在男性黑人的投票权问题上发生争执，利弗莫尔站在了露西·斯通和美国妇女选举权协会的创始人一边。同年，她创办了女权杂志《煽动者》（The Agitator）。1870 年，利弗莫尔一家搬到波士顿，玛丽又积极参与那里的选举权活动，《煽动者》并入了露西·斯通的《妇女杂志》，利弗莫尔担任副主编。
她和斯通等一起成立了马萨诸塞州妇女选举权协会（Massachusetts Women's Suffrage Association），她自己则成为美国妇女选举权协会的主席。

## 晚年
利弗莫尔对战后流行的招魂术很感兴趣。在她的丈夫于 1899年去世后，她试图通过招魂术继续与他交流。
利弗莫尔于1905年5月23日在马萨诸塞州的梅尔罗斯去世。